# Vitorino José Carneiro Monteiro
Vitorino José Carneiro Monteiro, primeiro e único barão de São Borja, (Recife, 1817 – Porto Alegre, 24 de outubro de 1877) foi um militar e nobre brasileiro.

## Biografia

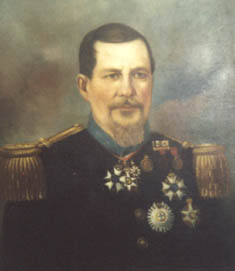
Barão de São Borja, da coleção Museu Histórico Nacional.

Era filho do major João Francisco Carneiro Monteiro e de Isabel Rosa Ramos. Casou-se em 2 de fevereiro de 1842 com Benevenuta Amália Ribeiro, filha do marechal Bento Manuel Ribeiro e de Maria Manso da Conceição. Foi pai do senador Vitorino Ribeiro Carneiro Monteiro.
Ainda estudante, marchou para as guerras de Panelas, Miranda e Jacuípe, na província de Pernambuco, onde foi ferido gravemente e dispensado em 1833. Amanuense da polícia do Recife em 1836, lutou no Rio Grande do Sul durante a Revolução Farroupilha, em 1837, chegando ao posto de major. Fez também a campanha no Estado Oriental do Uruguai em 1854, sendo promovido a comandante da primeira brigada, com o posto de tenente-coronel. Na Guerra do Paraguai foi promovido a brigadeiro.
Participou de muitos combates, entre eles a Batalha de Tuiuti, em 24 de maio de 1866, onde foi ferido e alcançou o posto de marechal-de-campo, por atos de bravura. Foi comandante das armas de Pernambuco em 1870 e do Rio Grande do Sul em 1871. Em 1877 foi promovido a tenente-general.
Fidalgo cavaleiro da Casa Imperial, era dignitário da Imperial Ordem do Cruzeiro e da Rosa, comendador da Imperial Ordem de São Bento de Avis, e recebeu as medalhas do mérito e bravura militar.
Era avô da líder feminista Nuta James.